# Saint-Georges-sur-Arnon
Saint-Georges-sur-Arnon é uma comuna francesa na região administrativa do Centro, no departamento Indre. Estende-se por uma área de 23,94 km². Em 2010 a comuna tinha 588 habitantes (densidade: 24,6 hab./km²).